# Asura aegrota
Asura aegrota là một loài bướm đêm thuộc phân họ Arctiinae, họ Erebidae.